# Night Visions (album)
Night Visions là album phòng thu ra mắt của ban nhạc rock Mỹ Imagine Dragons. Nó được phát hành vào ngày 4 Tháng 9 năm 2012 thông qua Interscope Records. Các track mở rộng được phát hành vào ngày 12 tháng 2 năm 2013, thêm ba bài hát nữa. Ghi âm từ giữa năm 2010 đến năm 2012, album được chủ yếu được sản xuất bởi ban nhạc, cũng như nhà sản xuất hip-hop người Anh Alex Da Kid và Brandon kim từ nhóm nhạc indie rock Mỹ Envy Corps. Album được master bởi Joe LaPorta. Theo trưởng nhóm Dan Reynolds, album đã mất ba năm để hoàn thành, với sáu ca khúc của album được phát hành trước đó trên nhiều EP. Về âm nhạc, Night Visions chủ yếu là alternative rock và indie rock, tuy nhiên, nó cũng chịu ảnh hưởng của dubstep, folk, hip-hop và pop.
Album khi ra mắt đã dành vị trí thứ 2 trên bảng xếp hạng Billboard 200 tại Hoa Kỳ, bán được hơn 83,000 bản trong tuần đầu tiên và được chứng nhận đĩa bạch kim.
| Đánh giá chuyên môn  | Đánh giá chuyên môn |
| Điểm trung bình      | Điểm trung bình     |
| Nguồn                | Đánh giá            |
| -------------------- | ------------------- |
| Metacritic           | 53/100              |
| Nguồn đánh giá       |                     |
| Nguồn                | Đánh giá            |
| AbsolutePunk         | 84%                 |
| Allmusic             | [ 5 ]               |
| Consequence of Sound | [ 6 ]               |
| CraveOnline          | 8/10                |
| Las Vegas Weekly     | [ 8 ]               |
| Melodic              | [ 9 ]               |
| musicOMH             | [ 10 ]              |
| Sputnikmusic         | 2.5/5               |
| USA Today            | [ 12 ]              |

## Danh sách bài hát
Tất cả các bài hát được viết và sản xuất bởi Ben McKee, Dan Platzman, Dan Reynolds và Wayne Sermon, trừ khi có ghi chú.

### Phiên bản 2012
| STT              | Nhan đề                                                           | Sáng tác                                                                             | Nhà sản xuất                                                            | Thời lượng |
| ---------------- | ----------------------------------------------------------------- | ------------------------------------------------------------------------------------ | ----------------------------------------------------------------------- | ---------- |
| 1.               | "Radioactive"                                                     | Ben McKee, Daniel Platzman, Dan Reynolds, Wayne Sermon, Alexander Grant, Josh Mosser | Alexander Grant                                                         | 3:06       |
| 2.               | "Tiptoe"                                                          |                                                                                      |                                                                         | 3:14       |
| 3.               | "It's Time"                                                       |                                                                                      | Ben McKee, Daniel Platzman, Dan Reynolds, Wayne Sermon, Brandon Darner  | 4:00       |
| 4.               | "Demons"                                                          | Ben McKee, Daniel Platzman, Dan Reynolds, Wayne Sermon, Alexander Grant, Josh Mosser | Alexander Grant                                                         | 2:57       |
| 5.               | "On Top of the World"                                             | Ben McKee, Daniel Platzman, Dan Reynolds, Wayne Sermon, Alexander Grant              | Ben McKee, Daniel Platzman, Dan Reynolds, Wayne Sermon, Alexander Grant | 3:12       |
| 6.               | "Amsterdam"                                                       |                                                                                      | Ben McKee, Daniel Platzman, Dan Reynolds, Wayne Sermon, Brandon Darner  | 4:01       |
| 7.               | "Hear Me"                                                         |                                                                                      |                                                                         | 3:55       |
| 8.               | "Every Night"                                                     |                                                                                      |                                                                         | 3:37       |
| 9.               | "Bleeding Out"                                                    | Ben McKee, Daniel Platzman, Dan Reynolds, Wayne Sermon, Alexander Grant, Josh Mosser | Alexander Grant                                                         | 3:43       |
| 10.              | "Underdog"                                                        |                                                                                      |                                                                         | 3:29       |
| 11.              | "Nothing Left to Say" (6:33), includes hidden song "Rocks" (2:11) |                                                                                      |                                                                         | 8:59       |
| Tổng thời lượng: | Tổng thời lượng:                                                  | Tổng thời lượng:                                                                     | Tổng thời lượng:                                                        | 44:13      |

| Các track đặc biệt từ iTunes | Các track đặc biệt từ iTunes | Các track đặc biệt từ iTunes |
| STT                          | Nhan đề                      | Thời lượng                   |
| ---------------------------- | ---------------------------- | ---------------------------- |
| 12.                          | "Working Man"                | 3:55                         |
| 13.                          | "Fallen"                     | 2:59                         |

| Các track đặc biệt từ Spotify | Các track đặc biệt từ Spotify    | Các track đặc biệt từ Spotify                                      | Các track đặc biệt từ Spotify |
| STT                           | Nhan đề                          | Sáng tác                                                           | Thời lượng                    |
| ----------------------------- | -------------------------------- | ------------------------------------------------------------------ | ----------------------------- |
| 12.                           | "Cha-Ching (Till We Grow Older)" | Ben McKee, Dan Platzman, Dan Reynolds, Wayne Sermon, Clint Holgate | 4:09                          |

| Phiên bản độc quyền từ Best Buy | Phiên bản độc quyền từ Best Buy | Phiên bản độc quyền từ Best Buy                                        | Phiên bản độc quyền từ Best Buy |
| STT                             | Nhan đề                         | Nhà sản xuất                                                           | Thời lượng                      |
| ------------------------------- | ------------------------------- | ---------------------------------------------------------------------- | ------------------------------- |
| 12.                             | "Selene"                        |                                                                        | 4:02                            |
| 13.                             | "The River"                     | Ben McKee, Daniel Platzman, Dan Reynolds, Wayne Sermon, Brandon Darner | 3:24                            |

| Phiên bản độc quyền từ Target | Phiên bản độc quyền từ Target | Phiên bản độc quyền từ Target                                           | Phiên bản độc quyền từ Target                                           | Phiên bản độc quyền từ Target |
| STT                           | Nhan đề                       | Sáng tác                                                                | Nhà sản xuất                                                            | Thời lượng                    |
| ----------------------------- | ----------------------------- | ----------------------------------------------------------------------- | ----------------------------------------------------------------------- | ----------------------------- |
| 12.                           | "My Fault"                    | Ben McKee, Daniel Platzman, Dan Reynolds, Wayne Sermon, Alexander Grant | Ben McKee, Daniel Platzman, Dan Reynolds, Wayne Sermon, Alexander Grant | 2:56                          |
| 13.                           | "Round and Round"             | Ben McKee, Daniel Platzman, Dan Reynolds, Wayne Sermon, Alexander Grant | Ben McKee, Daniel Platzman, Dan Reynolds, Wayne Sermon, Alexander Grant | 3:17                          |
| 14.                           | "The River"                   |                                                                         | Ben McKee, Daniel Platzman, Dan Reynolds, Wayne Sermon, Brandon Darner  | 3:24                          |
| 15.                           | "America"                     |                                                                         |                                                                         | 4:33                          |
| 16.                           | "Selene"                      |                                                                         |                                                                         | 4:02                          |
| 17.                           | "Cover Up"                    |                                                                         |                                                                         | 4:20                          |
| 18.                           | "I Don't Mind"                |                                                                         |                                                                         | 3:18                          |

### Phiên bản 2013
| STT              | Nhan đề                                | Thời lượng |
| ---------------- | -------------------------------------- | ---------- |
| 1.               | "Radioactive"                          | 3:06       |
| 2.               | "Tiptoe"                               | 3:14       |
| 3.               | "It's Time"                            | 4:00       |
| 4.               | "Demons"                               | 2:57       |
| 5.               | "On Top of the World"                  | 3:12       |
| 6.               | "Amsterdam"                            | 4:01       |
| 7.               | "Hear Me"                              | 3:55       |
| 8.               | "Every Night"                          | 3:37       |
| 9.               | "Bleeding Out"                         | 3:43       |
| 10.              | "Underdog"                             | 3:29       |
| 11.              | "Nothing Left To Say / Rocks (Medley)" | 8:57       |
| 12.              | "Cha-Ching (Till We Grow Older)"       | 4:09       |
| 13.              | "Working Man"                          | 3:55       |
| 14.              | "Fallen"                               | 2:59       |
| Tổng thời lượng: | Tổng thời lượng:                       | 50:15      |

| Phiên bản Cao cấp Bắc Mỹ | Phiên bản Cao cấp Bắc Mỹ | Phiên bản Cao cấp Bắc Mỹ |
| STT                      | Nhan đề                  | Thời lượng               |
| ------------------------ | ------------------------ | ------------------------ |
| 12.                      | "Working Man"            | 3:55                     |
| 13.                      | "Fallen"                 | 2:59                     |
| 14.                      | "My Fault"               | 2:57                     |
| 15.                      | "Round and Round"        | 3:18                     |
| 16.                      | "The River"              | 3:25                     |
| 17.                      | "America"                | 4:34                     |
| 18.                      | "Selene"                 | 4:01                     |

| European Deluxe edition / Australian Deluxe edition (Second issue) | European Deluxe edition / Australian Deluxe edition (Second issue) | European Deluxe edition / Australian Deluxe edition (Second issue) |
| STT                                                                | Nhan đề                                                            | Thời lượng                                                         |
| ------------------------------------------------------------------ | ------------------------------------------------------------------ | ------------------------------------------------------------------ |
| 15.                                                                | "My Fault"                                                         | 2:57                                                               |
| 16.                                                                | "Round and Round"                                                  | 3:18                                                               |
| 17.                                                                | "The River"                                                        | 3:25                                                               |
| 18.                                                                | "America"                                                          | 4:34                                                               |
| 19.                                                                | "Selene"                                                           | 4:01                                                               |
| 20.                                                                | "Cover Up"                                                         | 4:20                                                               |
| 21.                                                                | "I Don't Mind"                                                     | 3:18                                                               |

- ^  Digital download exclusive.
- ^  iTunes-only exclusives.

## Bảng xếp hạng và chứng nhận
| Chart (2012-2013)                        | Peak position |
| ---------------------------------------- | ------------- |
| Album Úc (ARIA)                          | 4             |
| Album Áo (Ö3 Austria)                    | 8             |
| Album Bỉ (Ultratop Vlaanderen)           | 43            |
| Album Bỉ (Ultratop Wallonie)             | 63            |
| Album Canada (Billboard)                 | 3             |
| Album Đan Mạch (Hitlisten)               | 22            |
| Album Hà Lan (Album Top 100)             | 3             |
| Album Pháp (SNEP)                        | 82            |
| Album Đức (Offizielle Top 100)           | 6             |
| Album Ireland (IRMA)                     | 3             |
| Album Ý (FIMI)                           | 96            |
| Album New Zealand (RMNZ)                 | 5             |
| Album Na Uy (VG-lista)                   | 3             |
| Album Bồ Đào Nha (AFP)                   | 5             |
| Album Scotland (OCC)                     | 1             |
| Album Tây Ban Nha (PROMUSICAE)           | 19            |
| Album Thụy Điển (Sverigetopplistan)      | 14            |
| Album Thụy Sĩ (Schweizer Hitparade)      | 9             |
| Album Anh Quốc (OCC)                     | 2             |
| Album Hoa Kỳ Billboard 200               | 2             |
| Album Hoa Kỳ Top Rock (Billboard)        | 1             |
| Album Hoa Kỳ Top Alternative (Billboard) | 1             |

| Quốc gia                                                                           | Chứng nhận  | Số đơn vị/doanh số chứng nhận |
| ---------------------------------------------------------------------------------- | ----------- | ----------------------------- |
| Úc (ARIA)                                                                          | Bạch kim    | 70.000^                       |
| Áo (IFPI Áo)                                                                       | Bạch kim    | 15,000*                       |
| Canada (Music Canada)                                                              | 3× Bạch kim | 240,000                       |
| Đức (BVMI)                                                                         | Vàng        | 150.000^                      |
| México (AMPROFON)                                                                  | Vàng        | 30.000^                       |
| New Zealand (RMNZ)                                                                 | Vàng        | 7.500^                        |
| Philippines (PARI)                                                                 | Vàng        | 7,500^                        |
| Ba Lan (ZPAV)                                                                      | Vàng        | 0*                            |
| Bồ Đào Nha (AFP)                                                                   | Bạch kim    | 15,000^                       |
| Thụy Điển (GLF)                                                                    | Bạch kim    | 40.000‡                       |
| Thụy Sĩ (IFPI)                                                                     | Bạch kim    | 20,000^                       |
| Anh Quốc (BPI)                                                                     | Vàng        | 100.000^                      |
| Hoa Kỳ (RIAA)                                                                      | 2× Bạch kim | 2,000,000                     |
| * Chứng nhận dựa theo doanh số tiêu thụ. ^ Chứng nhận dựa theo doanh số nhập hàng. |             |                               |